# Jayachamarajendra Wadiyar

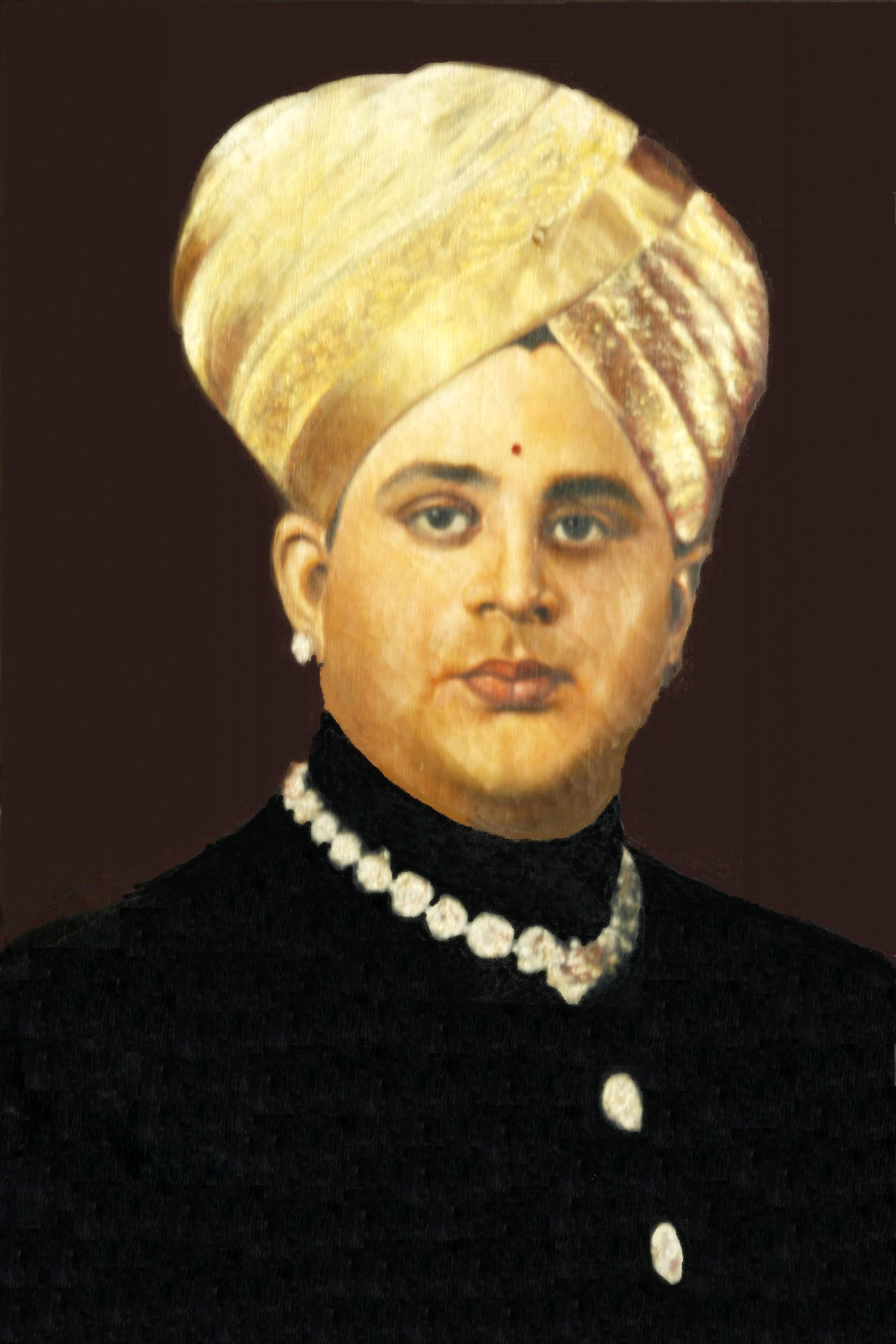
Portrait de Jayachamarajendra Wadiyar.

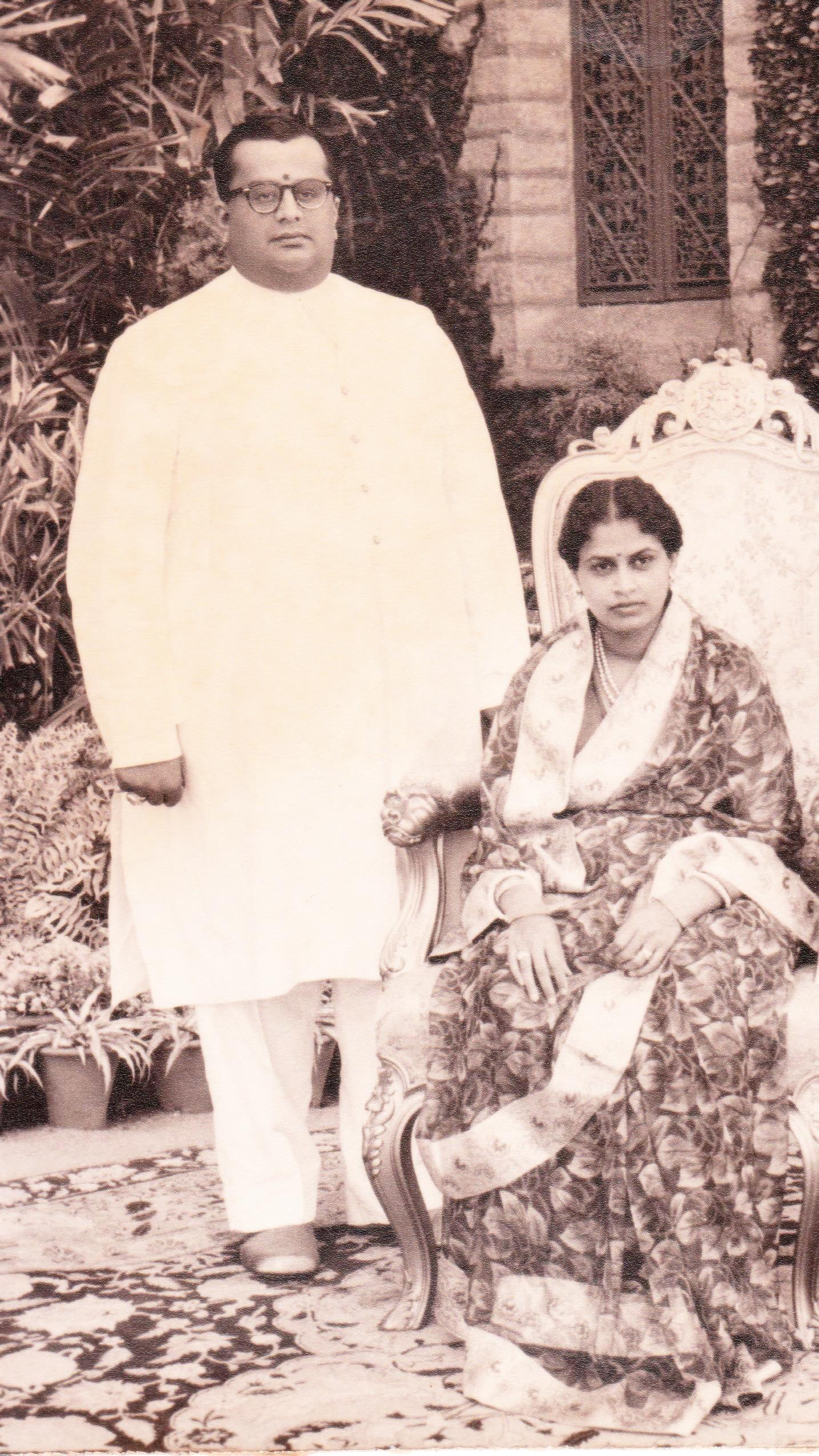
Le maharaja avec sa conjointe Tripura Sundari Ammani.

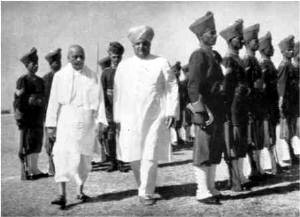
Sardar Patel et le Maharaja.

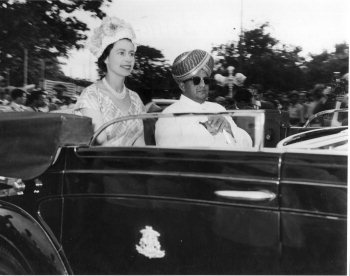
Le maharaja en compagnie d'Élisabeth II.

Jaya Chamarajendra Wodeyar Bahadur, né le 18 juillet 1919 à Mysore et mort le 23 septembre 1974 à Bangalore, est un philosophe, musicologue, penseur politique et philanthrope indien. De 1940 à 1950, il a été le 25e et dernier maharaja du royaume de Mysore.

## Jeunesse et formation
Jaya Chamarajendra Wodeyar Bahadur est le seul fils du Yuvaraja (en) Kanteerava Narasimharaja Wadiyar (en) et de la Yuvarani (en) Kempu Cheluvaja Amanni. Il gradue du Maharaja College (en) de Mysore en 1938. Le 15 mai de la même année, il se marie, puis part faire le tour de l'Europe l'année suivante, visitant plusieurs associations à Londres et se liant d'amitié avec plusieurs artistes et académiciens.

## Règne
À la suite de la mort de son oncle Krisnaradjah IV, Bahadur accède au trône du royaume de Mysore le 8 septembre 1940.
En 1947, à la veille de la partition des Indes, il signe le Instrument of Accession (en). L'État princier des Indes de Mysore est fusionné à la république d'Inde le 26 janvier 1950, ce qui mène à la fin de son règne en tant que maharaja. 
Il est par la suite Rajpramukh de l'État de Mysore jusqu'en novembre 1956. À ce moment, à la suite de réorganisations territoriales, il devient le premier gouverneur de l'État unifié de Mysore, puis gouverneur de l'État de Madras (Tamil Nadu) du 4 mai 1964 au 28 juin 1966.

## Famille
Sœurs :
- Vijaya Lakshmi Ammani,
- Sujaya Kantha Ammani,
- Jaya Chamunda Ammani.

Femmes : 
1. H. H. Maharani Sathya Prema Kumari de Charkhari. Le mariage s'est tenu le 15 mai 1938, mais a échoué par la suite.
2. H. H. Maharani Tripura Sundari Ammani (en). Le mariage s'est tenu le 30 avril 1944. Le couple a eu six enfants.

Les deux femmes sont décédées à deux semaines d'intervalle en 1983.
Enfants :
1. Gayatri Devi Avaru (1946–1974),
2. Meenakshi Devi Avaru (1951-),
3. Srikanta Wadiyar (en) (1953-).
4. Kamakshi Devi Avaru (1954-),
5. Indrakshi Devi Avaru (1956-),
6. Vishalakshi Devi Avaru (1962-).